# レーナ・シュティグロート
レーナ・シュテイグロート（Lena Stigrot、1994年12月20日 - ）は、ドイツの女子バレーボール選手。ドイツ代表。

## 来歴

### クラブチーム
Bad Tölz出身。2011年、Rote Raben Vilsbiburgへ入団。2011/12、2012/13シーズンのブンデスリーガで3位、2013/14シーズンのブンデスリーガで準優勝した。同チームには7年間在籍した。2018/19シーズンにドレスナーSCに移籍し、2020/21シーズンのブンデスリーガで優勝を果たした。2021/22シーズンはイタリアセリエA1のRoma VCと契約し。2022/23シーズンはセリエA1のFVブスト・アルシーツィオでプレーし、リーグ8位となった。2023/24シーズンはクーネオ・グランダ・バレーでプレーする。
2024年9月、日本のSV.LEAGUEのKUROBEアクアフェアリーズ富山入団が発表された。シーズン終了後退団が発表されたが、5月に再契約。

### 代表チーム
アンダーカテゴリーの代表として2011年のU-18欧州選手権で4位となった。2014年にシニア代表に初選出され、ヨーロッパリーグでデビューした。2015年のワールドグランプリに出場した。同年の欧州選手権では5位となった。2018年のネーションズリーグと世界選手権に出場した。2019年の欧州選手権に出場し6位となった。2021年、ネーションズリーグに出場し10位となった。2022年、世界選手権に出場した。2023年、ネーションズリーグに出場し8位となった。

## 球歴
- 世界選手権 - 2018年、2022年
- ネーションズリーグ - 2018年、2019年、2021年、2022年、2023年
- ワールドグランプリ - 2015年、2016年、2017年
- 欧州選手権 - 2015年、2017年、2019年、2021年、2023年
- オリンピック予選 - 2019年、2023年

## 所属クラブ
- ローテ・ラーベン・フィルスビーブルク（ドイツ語版） （2011-2018年）
- ドレスナーSC（2018-2021年）
- ローマ・バレークラブ（2021-2022年）
- FVブスト・アルシーツィオ（2022-2023年）
- クーネオ・グランダ・バレー（2023-2024年）
- KUROBEアクアフェアリーズ富山（2024年-）